# Marktleugast
Marktleugast er en købstad (markt) i Landkreis Kulmbach, Regierungsbezirk Oberfranken i den tyske delstat Bayern. Den er administrationsby i Verwaltungsgemeinschaft Marktleugast.

## Geografi
Marktleugast ligger ved den sydøstlige udkant af Naturpark Frankenwald.

I kommunen ligger ud over Marktleugast disse landsbyer og bebyggelser:
| - Baiersbach - Filshof - Großrehmühle - Hanauerhof - Hermes - Hinterrehberg | - Hohenberg - Hohenreuth - Kleinrehmühle - Kosermühle - Mannsflur - Marienweiher | - Mittelrehberg - Neuensorg - Ösel - Roth - Steinbach | - Tannenwirtshaus - Traindorf - Vorderrehberg - Weihermühle - Zegastmühle |

## Historie
Marktleugast er nævnt første gang i 1329.
Marktleugast (lidligere Lubigast) hørte i de ældste tider under Kloster Langheim.
Martsrevolutionen i 1848 nåede også Leugast og bragte mange omvæltninger med sig, og i 1849 var der stor nød, som fik mange mennesker fra Marktleugast og omegn til at udvandre til Amerika.

## Seværdigheder
I landsbyen Marienweiher ligger ved Kloster Marienweiher en af de ældste valfartskirker i Tyskland.